# Phoenix Suns 1993-1994
La stagione 1993-94 dei Phoenix Suns fu la 26ª nella NBA per la franchigia.
I Phoenix Suns arrivarono secondi nella Pacific Division della Western Conference con un record di 56-26. Nei play-off vinsero il primo turno con i Golden State Warriors (3-0), perdendo poi la semifinale di conference con gli Houston Rockets (4-3).

## Roster
| N° | Naz.                   | Ruolo | Sportivo        | Anno | Alt. | Peso |
| -- | ---------------------- | ----- | --------------- | ---- | ---- | ---- |
| 0  | Stati Uniti (bandiera) | AC    | Jerrod Mustaf   | 1969 | 208  | 108  |
| 2  | Stati Uniti (bandiera) | AC    | Elliot Perry    | 1969 | 183  | 68   |
| 3  | Stati Uniti (bandiera) | G     | Frank Johnson   | 1958 | 185  | 84   |
| 4  | Stati Uniti (bandiera) | G     | Skeeter Henry   | 1967 | 201  | 86   |
| 7  | Stati Uniti (bandiera) | G     | Kevin Johnson   | 1966 | 185  | 82   |
| 9  | Stati Uniti (bandiera) | GA    | Dan Majerle     | 1965 | 198  | 98   |
| 10 | Stati Uniti (bandiera) | G     | Duane Cooper    | 1969 | 185  | 84   |
| 22 | Stati Uniti (bandiera) | G     | Danny Ainge     | 1959 | 193  | 79   |
| 23 | Stati Uniti (bandiera) | A     | Cedric Ceballos | 1969 | 198  | 86   |
| 25 | Stati Uniti (bandiera) | C     | Oliver Miller   | 1970 | 206  | 127  |
| 27 | Stati Uniti (bandiera) | AC    | Malcolm Mackey  | 1970 | 206  | 112  |
| 32 | Stati Uniti (bandiera) | G     | Negele Knight   | 1967 | 185  | 79   |
| 34 | Stati Uniti (bandiera) | A     | Charles Barkley | 1963 | 198  | 114  |
| 35 | Stati Uniti (bandiera) | C     | Joe Kleine      | 1962 | 211  | 116  |
| 40 | Stati Uniti (bandiera) | A     | Joe Courtney    | 1969 | 203  | 107  |
| 41 | Stati Uniti (bandiera) | AC    | Mark West       | 1960 | 208  | 104  |
| 45 | Stati Uniti (bandiera) | AC    | A.C. Green      | 1963 | 206  | 100  |

## Staff tecnico
- Allenatore: Paul Westphal
- Vice-allenatori Lionel Hollins, Scotty Robertson
- Preparatore atletico: Joe Proski
- Assistente Preparatore: Aaron Nelson
- Preparatore fisico: Robin Pound